# Goran Stankowski
Goran Stankowski (mac.: Горан Станковски; ur. 20 listopada 1976 w Skopju) – macedoński piłkarz występujący na pozycji napastnika.

## Kariera klubowa
Stankowski karierę rozpoczynał w pierwszoligowej Słodze Skopje. W sezonie 1997/1998 wywalczył z nią wicemistrzostwo Macedonii. W 1998 roku przeszedł do niemieckiej Tennis Borussii Berlin. W 2. Bundeslidze zadebiutował 2 listopada 1998 w przegranym 1:3 meczu z Arminią Bielefeld. W TeBe spędził sezon 1998/1999.
W 1999 roku Stankowski wrócił do Słogi. W ciągu 5 sezonów gry dla tego klubu, dwukrotnie zdobył z nią mistrzostwo Macedonii (2000, 2001) oraz dwukrotnie Puchar Macedonii (2000, 2004). W 2004 roku odszedł do drużyny FK Rabotniczki, z którą w sezonie 2004/2005 wywalczył mistrzostwo Macedonii. W 2005 roku przeniósł się do belgijskiego drugoligowca – Royal Antwerp FC i spędził tam sezon 2005/2006.
W 2006 roku Stankowski wrócił do FK Rabotniczki, z którym sezonie 2006/2007 wywalczył wicemistrzostwo Macedonii. W 2007 roku został zawodnikiem klubu Kitchee SC z Hongkongu. W 2008 roku wrócił do Macedonii, do Makedoniji Ǵorcze Petrow. W tym samym roku odszedł jednak stamtąd do rosyjskiego Sibira Nowosybirsk, grającego w drugiej lidze i występował do 2009 roku.
Następnie Stankowski grał w tureckim Diyarbakırsporze oraz mołdawskiej Dacii Kiszyniów, z którą w sezonie 2010/2011 zdobył mistrzostwo Mołdawii. W 2011 roku wrócił do Macedonii, gdzie grał w zespołach FK Rabotniczki, Drita Bogowińe oraz FK Shkupi. W 2015 roku zakończył karierę.

## Kariera reprezentacyjna
W reprezentacji Macedonii Stankowski zadebiutował 19 września 1998 w zremisowanym 2:2 towarzyskim meczu z Egiptem. W latach 1998–2003 w drużynie narodowej rozegrał 3 spotkania.